# Таткова градина
„Таткова градина“ (на английски: Daddy Day Care) е американска семейна комедия от 2003 г. на режисьора Стив Кар, по сценарий на Джоф Родки. Оператор е Стивън Постър. Музиката е композирана от Дейвид Нюмън. Във филма участват Еди Мърфи, Джеф Гарлин, Стийв Зан, Реджина Кинг и Анжелика Хюстън. Филмът отбелязва второто сътрудничество между Мърфи и Кар след „Доктор Дулитъл 2“ (2001).
Филмът излиза на екран в Съединените щати от 9 май 2003 г. от Кълъмбия Пикчърс. Получи негативни отзиви от критиците, и спечели $164 милиона в световен мащаб с бюджет от $60 милиона. Филмът е последван от две продължения във едноименната филмова поредица.

## Актьорски състав
| Актьор              | Роля                              |
| ------------------- | --------------------------------- |
| Еди Мърфи           | Чарлс „Чарли“ Хинтън              |
| Джеф Гарлин         | Филип Райърсън                    |
| Стийв Зан           | Марвин                            |
| Реджина Кинг        | Кимбърли Хинтън                   |
| Анжелика Хюстън     | Г-жа Херидън                      |
| Камани Грифин       | Бенджамин „Бен“ Хътън             |
| Кевин Нийлън        | Брус                              |
| Джонатан Катц       | Даниел „Дан“ Кубиц                |
| Лейси Чабърт        | Дженифър                          |
| Макс Бъркхолдър     | Максуел „Макс“ Райърсън           |
| Джими Бенет         | Тони/Светкавицата                 |
| Лейла Арсиери       | Кели                              |
| Шейн Баумел         | Криспин                           |
| Ел Фанинг           | Джейми                            |
| Феликс Ахил         | Дилън                             |
| Хейли Ноел Джонсън  | Бека                              |
| Сиобхан Фалън Хоган | Пеги                              |
| Артър Йънг          | Ники                              |
| Уолъс Лангам        | Джим Фийлдс                       |
| Лиса Едълстийн      | Жената на Брус Майката на Криспин |
| Марк Грифин         | Стийв                             |
| Лаура Кайнтлингер   | Шейла                             |

## Продукция
През 2002 г. Холивуд Рипортър докладва на Еди Мърфи, че си партнира със Стив Кар, който режисира „Доктор Дулитъл 2“ за „Таткова градина“. През юни 2002 г. Анжелика Хюстън е в преговори, за да се присъедини към актьорския състав. На следващия месец, Revolution Studios наема Джеф Гарлин и Стийв Зан за да се присъединят в компанията на Мърфи за филма. Снимачния процес започна на 1 август 2002 г. в Лос Анджелис, Калифорния.
Продукция започна на 5 август 2002 г. и приключва на 22 ноември 2002 г.

## В България
В България филмът е пуснат по кината на 15 август 2003 г. от Александра Филмс.
На 17 декември 2003 г. е издаден на VHS и DVD от Мей Стар.
На 24 декември 2008 г. е излъчен премиерно по Нова телевизия.
През 2012 г. се излъчва и по каналите на bTV Media Group.
На 27 януари 2022 г. е излъчен и по FOX Life.
Български дублажи
| Преводач            | Любен Марковски                                                          |
| Режисьор на дублажа | Венета Маринова                                                          |
| Тонрежисьор         | Дора Маринова                                                            |
| Озвучаващи артисти  | Силвия Русинова Нина Гавазова Васил Бинев Борис Чернев Христо Чешмеджиев |

| Озвучаващи артисти | Явор Караиванов |

| Преводач            | Луиза Топузян                                                                      |
| Тонрежисьор         | Симеон Липчев                                                                      |
| Режисьор на дублажа | Десислава Знаменова                                                                |
| Озвучаващи артисти  | Даниела Йорданова Йорданка Илова Александър Митрев Симеон Владов Христо Чешмеджиев |